# Центральна область (Уганда)
Центральна область (Центральний регіон, англ. Central Region) — адміністративна область (регіон) Уганди. Площа — 37 489 км². Чисельність населення — 6 683 887 осіб (2002). Адміністративний центр — столиця країни місто Кампала (1 208 544 чол, 2002 рік).

## Адміністративний поділ
Станом на 2010 до складу входило 24 округи (зі 111 по країні), в тому числі столиця країни місто Кампала.
1. 27 Каланґала
2. 29 Кампала
3. 36 Каюнґа
4. 38 Кібоґа
5. 48 Луверо
6. 51 Масака
7. 56 Мітяна
8. 59 Мпіґі
9. 60 Мубенде
10. 61 Муконо
11. 63 Накасеке
12. 64 Накасонґола
13. 70 Ракаї
14. 72 Сембабуле
15. 76 Вакісо
16. 82 Буікве
17. 84 Букомансімбі
18. 86 Бутамбала
19. 87 Бувума
20. 89 Гомба
21. 90 Калунгу
22. 95 К'янкванзі
23. 99 Лвенґо
24. 100 Лянтонде